# 马栏广场站
马栏广场站位于中國辽宁省大连市沙河口区，是大连地铁2号线的一个车站，于2015年5月22日随二号线一期开通运营而启用。

## 位置
马栏广场站位于沙河口区黄河路，马栏广场下方。

## 结构
马栏广场站为岛式站台地下站。
| B1 | 站厅层                                     | 站厅、自动售票机                    |
| B2 | 轨道                                       | ← █ 2号线列车往湾家（大连北站方向） |
| B2 | 岛式站台，列车运行方向左侧的车门将会被打开 |                                     |
| B2 | 轨道                                       | █ 2号线列车往辽师大（海之韵方向）→  |

## 出入口
马栏广场站共设有3个出入口，B出入口位于马栏广场南侧，马栏南街东侧；C出入口位于马栏广场东北侧，黄河路北侧；D出入口位于马栏广场西侧，红旗东路北侧。无障碍电梯设置于C出入口。
| 出口编号 | 出口指示 | 建议前往的目的地                                                           |
| -------- | -------- | -------------------------------------------------------------------------- |
| 出口 · B |          | 马栏南街、益嘉广场                                                         |
| 出口 · C |          | 马栏北街、盛林商城、国美电器马栏广场店、逸彩城购物中心、大连市第五人民医院 |
| 出口 · D |          | 红旗东路、名峰建材家具市场、马栏广场                                       |

## 公交换乘
- - 32、48、101、522、705、708、708区间、715、2007路公交车（马栏广场/马栏南街站）。
- - 522、522复线、535、705、708、708区间、709、715、2007路公交车（马栏广场站）。
- - 3、716路公交车（马栏广场站）。